# ويندي تيرنبول
ويندي تيرنبول (بالإنجليزية: Wendy Turnbull) مواليد 25 نوفمبر 1952 في بريزبان، هي لاعبة كرة مضرب أسترالية سابقة بدأت مسيرتها كمحترفة عام 1975 وكانت تلعب باليد اليمنى، اعتزلت اللعب في 1989. كما أنها إحدى بطلات الجراند سلام. أعلى تصنيف لها في الفردي كان المركز الـ 3 في سنة 1985. سبق أن شاركت في دورة الألعاب الأولمبية الصيفية.

## بطولات حققتها
- دورة رولان غاروس الدولية
- بطولة ويمبلدون
- بطولة أمريكا المفتوحة للتنس

## نهائيات البطولات الكبرى

### نهائيات البطولات الكبرى

#### الفردي: 3 (الألقاب 0, الوصافة 3)
| الحصيلة | السنة | البطولة                       | الأرضية | المنافس         | النتيجة       |
| ------- | ----- | ----------------------------- | ------- | --------------- | ------------- |
| الوصافة | 1977  | بطولة أمريكا المفتوحة للتنس   | ترابية  | كريس إيفرت      | 7–6(7–3), 6–2 |
| الوصافة | 1979  | دورة رولان غاروس الدولية      | ترابية  | كريس إيفرت      | 6–2, 6–0      |
| الوصافة | 1980  | بطولة أستراليا المفتوحة للتنس | عشبية   | هانا ماندليكوفا | 6–0, 7–5      |

#### زوجي السيدات: 15 (الألقاب 4, الوصافة 11)
| الحصيلة | السنة | البطولة                       | الأرضية | النتيجة              |
| ------- | ----- | ----------------------------- | ------- | -------------------- |
| الفوز   | 1978  | بطولة ويمبلدون                | عشبية   | 4–6, 9–8(12–10), 6–3 |
| الوصافة | 1978  | بطولة أمريكا المفتوحة للتنس   | صلبة    | 7–6, 6–4             |
| الفوز   | 1979  | دورة رولان غاروس الدولية      | ترابية  | 3–6, 7–5, 6–4        |
| الوصافة | 1979  | ويمبلدون                      | عشبية   | 5–7, 6–3, 6–2        |
| الفوز   | 1979  | أمريكا المفتوحة               | صلبة    | 7–5, 6–3             |
| الوصافة | 1980  | ويمبلدون                      | عشبية   | 4–6, 7–5, 6–1        |
| الوصافة | 1981  | أمريكا المفتوحة               | صلبة    | 6–3, 6–3             |
| الوصافة | 1982  | فرنسا المفتوحة                | ترابية  | 6–3, 6–4             |
| الفوز   | 1982  | أمريكا المفتوحة               | صلبة    | 6–4, 6–4             |
| الوصافة | 1983  | ويمبلدون                      | عشبية   | 6–2, 6–2             |
| الوصافة | 1983  | بطولة أستراليا المفتوحة للتنس | عشبية   | 6–4, 6–7, 6–2        |
| الوصافة | 1984  | أمريكا المفتوحة               | صلبة    | 6–2, 6–4             |
| الوصافة | 1986  | ويمبلدون                      | عشبية   | 6–1, 6–3             |
| الوصافة | 1986  | أمريكا المفتوحة               | صلبة    | 6–4, 3–6, 6–3        |
| الوصافة | 1988  | أستراليا المفتوحة             | صلبة    | 6–0, 7–5             |

#### الزوجي المختلط: 6 (الألقاب 5, 1 الوصافة)
| الحصيلة | السنة | البطولة                     | الأرضية | النتيجة                 |
| ------- | ----- | --------------------------- | ------- | ----------------------- |
| الفوز   | 1979  | دورة رولان غاروس الدولية    | ترابية  | 6–3, 2–6, 6–3           |
| الفوز   | 1980  | بطولة أمريكا المفتوحة للتنس | صلبة    | 7–5, 6–2                |
| الفوز   | 1982  | فرنسا المفتوحة              | ترابية  | 6–2, 7–6                |
| الوصافة | 1982  | بطولة ويمبلدون              | عشبية   | 2–6, 6–3, 7–5           |
| الفوز   | 1983  | ويمبلدون                    | عشبية   | 6–7(5–7), 7–6(7–5), 7–5 |
| الفوز   | 1984  | ويمبلدون                    | عشبية   | 6–3, 6–3                |

### نهائيات بطولات نهاية العام

#### الزوجي: 2 (1 اللقب, 1 الوصافة)
| الحصيلة | السنة | المكان  | الأرضية | الشريك          | المنافس                           | النتيجة          |
| ------- | ----- | ------- | ------- | --------------- | --------------------------------- | ---------------- |
| الوصافة | 1980  | نيويورك | سجاد    | روزماري كاسالز  | بيلي جين كينغ مارتينا نافراتيلوفا | 6–3, 4–6, 6–3    |
| الفوز   | 1986  | نيويورك | سجاد    | هانا ماندليكوفا | كلوديا كوده-كيليش هيلينا سيكوفا   | 6–4, 6–7(4), 6–3 |

## الميداليات الأولمبية
| الميدالية | المسابقة                       |
| --------- | ------------------------------ |
| برونزية   | الألعاب الأولمبية الصيفية 1988 |

## روابط خارجية
- ويندي تيرنبول على موقع رابطة محترفات التنس (الإنجليزية)
- ويندي تيرنبول على موقع الاتحاد الدولي لكرة المضرب (الإنجليزية)
- ويندي تيرنبول على موقع كأس بيلي جين كينغ (الإنجليزية)
- ويندي تيرنبول على موقع اتحاد التنس الأسترالي (الإنجليزية)
- ويندي تيرنبول على موقع خلاصة التنس.كوم (الإنجليزية)
- ويندي تيرنبول على موقع أوليمبيديا (الإنجليزية)
- ويندي تيرنبول على موقع اللجنة الأولمبية الأسترالية (الإنجليزية)